# Эсмонд, Джилл
Джилл Э́смонд (англ. Jill Esmond; 26 января 1908[…], Лондон — 28 июля 1990[…], Уимблдон, Большой Лондон) — английская актриса театра, кино и телевидения, первая жена Лоренса Оливье.

## Биография
Джилл Эсмонд Мур родилась 26 января 1908 года в Лондоне в актёрской семье. Отец — актёр театра и драматург Генри Эсмонд (1869—1922), мать — актриса театра и кино Ева Мур (1868—1955). Крёстными девочки стали драматург, либреттист, поэт и иллюстратор Уильям Гилберт (1836—1911) и актриса театра и кино, бизнесвумен Максайн Эллиотт (1868—1940). Брат — Джек Эсмонд, стал автогонщиком. Дядя (муж сестры матери) — Гордон Гуггисберг (1869—1930), бригадный генерал, колониальный губернатор Золотого Берега (1919—1927) и Британской Гвианы (1928—1930), писатель. Тётя (сестра матери) — Десайма Мур (1871—1964), оперная певица и актриса театра.
Поскольку её родители-актёры постоянно были заняты своими ролями, гастролями, разъездами, маленькая Джилл бо́льшую часть детства провела в школах-интернатах. С 14 лет она решила стать актрисой, начала играть в небольших театрах. Джилл поступила в Королевскую академию драматического искусства и успешно её окончила. С 1924 года начала играть в театрах Вест-Энда. В 1929—1931, 1933—1934 и в 1942 годах появилась на Бродвее в четырёх спектаклях.
С 1930 года Эсмонд начала сниматься в кинофильмах, в 1950—1956 годах также снялась в пяти эпизодах двух телесериалов. Особо востребованной на экранах актриса не была: за 26 лет кино-карьеры (1930—1956) она снялась в 25 кинофильмах и пяти эпизодах двух телесериалов.
Джилл Эсмонд скончалась от старости 28 июля 1990 года в Уимблдоне.

### Личная жизнь
В 1928 году Джилл играла в постановке «Птица в руке». Там она познакомилась с актёром на год старше её по имени Лоренс Оливье (1907—1989). Согласно автобиографии Оливье, он был поражён холодным равнодушием девушки к нему, и это только разжигало его страсть к ней. Через три недели после знакомства Лоренс сделал Джилл предложение руки и сердца, но она его отклонила. В марте 1929 года Эсмонд уплыла на гастроли в Нью-Йорк, Оливье последовал за ней за собственный счёт. В течение 14 месяцев Эсмонд с успехом играла на Бродвее в спектакле «Птица в руке», получая большие гонорары, а в это время Оливье, поклявшийся никогда не покидать её, перебивался случайными актёрскими подработками, не переставая делать девушке повторные предложения. Наконец Джилл согласилась, и 25 июля 1930 года, по возвращении на родину, пара сочеталась браком. Согласно той же автобиографии, уже через несколько недель молодые люди начали сожалеть об этом. Тем не менее они прожили вместе почти десять лет, развод последовал лишь 29 января 1940 года после того как Оливье уже три года как встречался с другой актрисой, Вивьен Ли (1913—1967). Поскольку инициатором развода выступил Оливье, он продолжал платить Эсмонд алименты до конца жизни. Сама Эсмонд до конца жизни продолжала любить Оливье: об этом она неоднократно говорила своему сыну, а на похороны своего первого (и единственного) мужа 81-летняя женщина прибыла, несмотря на плохое самочувствие и сильную слабость, на инвалидной коляске. От этого брака у Эсмонд остался сын по имени Таркин (род. 1936). Он стал малоизвестным киноактёром, кинопродюсером, кинорежиссёром и писателем-мемуаристом.
Больше у Джилл Эсмонд не было официальных мужей и детей.

## Театр
Вест-Энд
- 1925 — Внешняя граница[англ.] / Outward Bound — самоубийца

Бродвей
- 1929—1930 — Птица в руках / Bird in Hand — Джоан Гринлиф
- 1931 — Частные жизни[англ.] / Private Lives — Сибил Чейз
- 1933—1934 — Зелёное лавровое дерево[англ.] / The Green Bay Tree — Лионора Йейл
- 1942 — Утренняя звезда / The Morning Star — Элисон Паррилоу

## Избранная фильмография
Широкий экран
- 1931 — Нечестная игра / The Skin Game — Джилл Хиллкрист
- 1932 — Леди-присяжные[англ.] / Ladies of the Jury — миссис Иветта Гордон
- 1932 — Государственный адвокат[англ.] / State's Attorney — Лиллиан Ульрих
- 1932 — Тринадцать женщин[англ.] / Thirteen Women — Джо Тёрнер
- 1933 — Плавучая платформа 1 не отвечает[англ.] / Floating Platform 1 Does Not Answer — Клэр Леннарц
- 1942 — Превыше всего[англ.] / This Above All — Эмили Харви, медсестра
- 1942 — Орлиная эскадрилья[англ.] / Eagle Squadron — Филлис
- 1942 — Крысолов[англ.] / The Pied Piper — миссис Кавано
- 1942 — Случайная жатва / Random Harvest — Лидия
- 1942 — Путешествие для Маргарет[англ.] / Journey for Margaret — Сьюзан Флеминг
- 1944 — Белые скалы Дувра[англ.] / The White Cliffs of Dover — Розамунд
- 1944 — Казанова Браун[англ.] / Casanova Brown — доктор Зернерке
- 1944 — Мой приятель Волк[англ.] / My Pal Wolf — мисс Элизабет Манн
- 1946 — Бандит из Шервудского леса[англ.] / The Bandit of Sherwood Forest — королева-мать[англ.]
- 1946 — Беделия[англ.] / Bedelia — Гаррис, медсестра
- 1948 — Побег / Escape — Грейс Уинтон
- 1952 — Частная информация[англ.] / Private Information — Шарлотта
- 1954 — Ночные люди[англ.] / Night People — фрау Шиндлер
- 1955 — Человек по имени Питер[англ.] / A Man Called Peter — миссис Фидлей

Телевидение
- 1950, 1955 — Театр в воскресенье вечером[англ.] / Sunday Night Theatre — разные роли (в 3 выпусках)
- 1955—1956 — Приключения Робин Гуда / The Adventures of Robin Hood — королева Элинор (в 2 эпизодах)